# Carvoeiros
Carvoeiros es una localidad caboverdiana del municipio de Ribeira Brava.

## Geografía
La localidad está situada en la isla de São Nicolau.

## Organización territorial
La localidad abarca los lugares y barrios de:
- Chã
- Monte Baixo
- Monte Cima
- Ribeirãozinho